# 39809 Fukuchan
39809 Fukuchan è un asteroide della fascia principale. Scoperto nel 1997, presenta un'orbita caratterizzata da un semiasse maggiore pari a 2,2291557 UA e da un'eccentricità di 0,2193724, inclinata di 5,41238° rispetto all'eclittica.